# Associazione Sportiva Dilettantistica Lodigiani Calcio
Associazione Sportiva Lodigiani, é um time italiano de futebol, com base em Roma. O clube foi fundado em 1972.

## História
O clube foi fundado em 2004 depois da fusão dos A.S. Lodigiani e Cisco Calcio Roma. Cisco Roma, na temporada 2004/05, jogou na série C2, como A.S. Cisco Lodigiani, e atualmente continua jogando na série C2. As cores do time são vermelho e branco.
A.S. Lodigiani ficou conhecido por ter um dos mais notáveis times de base, com jogadores como Luigi Apolloni, Valerio Fiori, Emiliano Moretti e Francesco Totti entre os formandos do seu time juvenil.
Cisco Roma começará a temporada 2006/07 com grandes amibções de promoção. De fato, o time ganhou espaço por ter assinado contrato com o jogador Paolo Di Canio, ex-Lazio.

## Títulos oficiais
- Serie C2: 1

1992

## Futebol de salão
Lo clube foi fundado em 2010. Na temporada 2013/14, jogou na série B.
Títulos oficiais
- Serie C1: 1

2012-13
- Coppa Italia Serie C1: 1

2013
- Serie C2 : 1

2011-12
- Serie D : 1

2010-11